# Шейдина, Инна Львовна
Инна Львовна Шейдина (1942-1984), советский историк-американист, доктор исторических наук (1983).

## Биография
Родилась в Грузии.
В 1964 году окончила Московский государственный институт иностранных языков имени М. Тореза.
В 1968—1978 годах работала в Институте США и Канады АН СССР, позднее — в Институте мировой экономики и международных отношений АН СССР. В 1972 году защитила кандидатскую диссертацию «Военно-политические концепции Германа Кана и разработки Гудзоновского института на службе американского империализма», в 1983 году — докторскую диссертацию «Теория и практика силового подхода США к международным отношениям в 1960—1970 гг. : невоенные аспекты».
И. Л. Шейдиной принадлежит первое в Советском Союзе исследование деятельности и роли аналитических центров («мозговых трестов») в Соединенных Штатах Америки (на примере работы RAND Corporation) — «США. „Фабрики мысли“ на службе стратегии» (1973).

## Основные работы
- США. «Фабрики мысли» на службе стратегии. М.: Наука, 1973;
- Глобальная стратегия США в условиях научно-технической революции" (в соавт., 1979);
- Советско-американские отношения на пороге 80-х годов. — М.: Знание, 1980. — (Новое в жизни, науке, технике. Серия «Международная» № 7; в соавт. с Г. А. Трофименко)
- USSR-US; Half a Century of Peaceful Coexistence (в соавт., 1983);
  - СССР — США: полвека мирного сосуществования / Генрих Трофименко, Инна Шейдина. — М. : Изд-во АПН, 1983. — 99 с. (в соавт. с Г. А. Трофименко).
- Невоенные факторы силы во внешней политике США. — М.: Наука, 1984. — 354 с.